# Someșul Mic

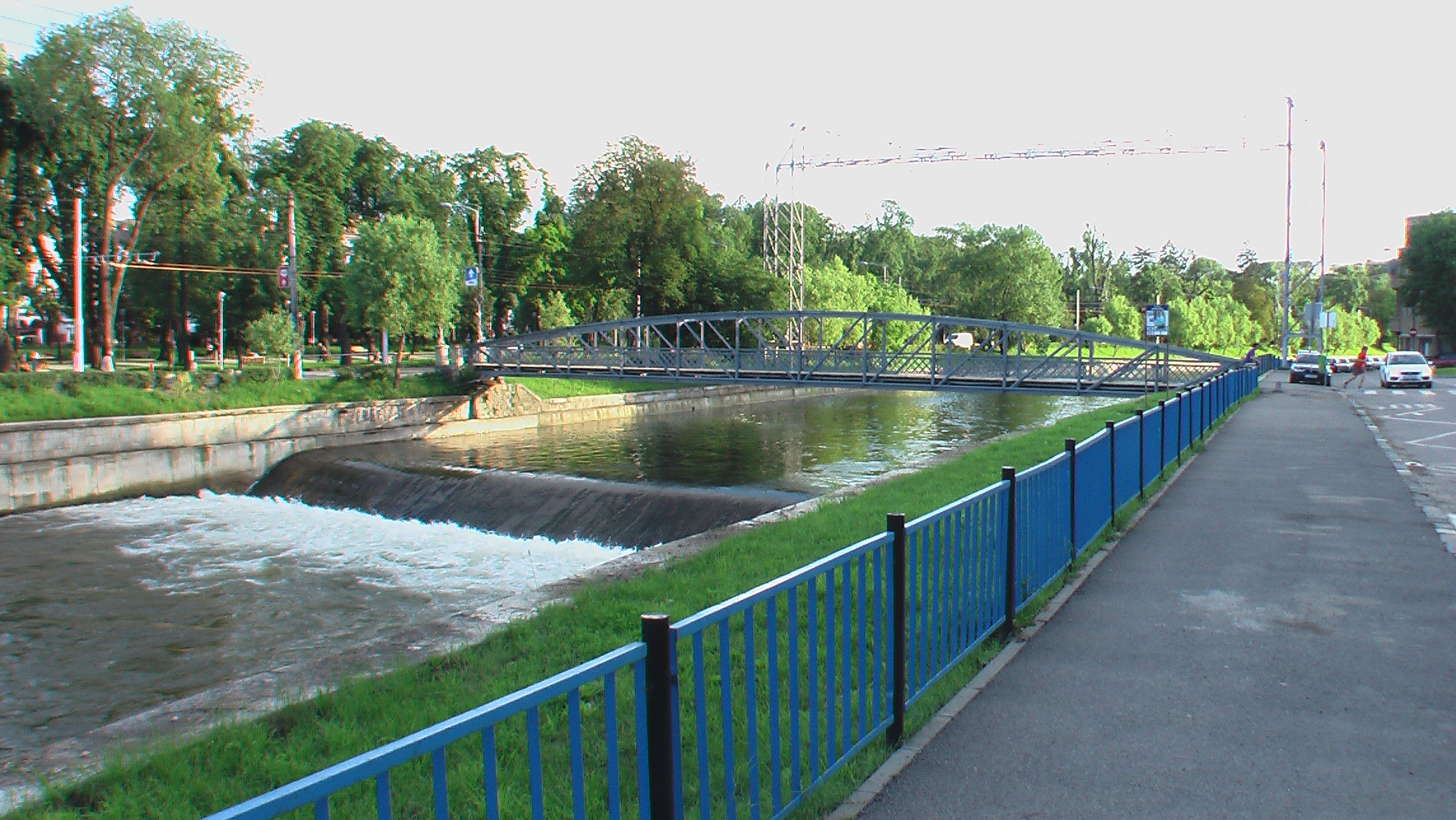
Le Someșul Mic à Cluj-Napoca

Someșul Mic (le Petit Someș) est une rivière de la région de Transylvanie en Roumanie.

## Hydrographie et toponymie
Ayant ses sources dans les Monts Apuseni dans le județ de Cluj, Someșul Mic résulte de la confluence du Someșul Cald (le Someș Chaud) et du Someșul Rece (le Someș Froid). À la jonction de ces deux rivières, on a construit le lac artificiel de Gilău.
Someșul Rece prend sa source aux environs du Mont Balomireasa (qui culmine à 1632 m.) et s'écoule sur environ 45 km en direction nord-est pour se jeter dans le Lac Gilău à la hauteur de la localité Someșu Rece. Il a un affluent notable, le Răcătău.
Quant au Someșul Cald, il prend sa source dans la grotte de Cetatea Rădesei, se jette dans le Lac Fântânele à la hauteur de la localité Smida pour en ressortir au niveau de la commune de Beliș. Il se faufile ensuite par une gorge, traverse le Lac Tarnița pour finalement se jeter dans le Lac Gilău à la hauteur de la localité Someșu Cald après un trajet d'environ 65 km. Il coule lui aussi en direction nord-est. Ses affluents sont le Ponorul, la Fira, le Beliș et la Rișca.
Someșul Mic traverse la ville de Cluj-Napoca pour rejoindre, après environ 80 km, Someșul Mare à l'est de la ville de Dej. En gros, il se dirige vers le nord. Ses affluents sont le Căpușul, le Feneș, le Gârbău, le Nadaș, le Becaș, la Valea Caldă, le Maraloi, la Borșa, le Suatu, la Lonea, le Lujerdiu, la rivière Mărului, l'Ornan, la rivière Lung, l'Ocna et l'Ungurașul.